# Collado Hermoso
Collado Hermoso ist eine Gemeinde in der spanischen Provinz Segovia. Sie liegt im Süden der Autonomen Region Kastilien und León, an der Nordwestabdachung der Sierra de Guadarrama. Sie hat 118 Einwohner (Stand: 2024). 

## Geographie
Collado Hermoso liegt etwa 18 Kilometer nordöstlich vom Stadtzentrum von Segovia in einer Höhe von ca. 1220 m. 
Collado Hermoso befindet sich innerhalb der Zone des kontinentalen mediterranen Klimas.

## Bevölkerungsentwicklung
| Jahr      | 1970 | 1981 | 1991 | 2001 | 2011 | 2021 |
| Einwohner | 120  | 125  | 122  | 154  | 161  | 129  |

## Sehenswürdigkeiten
- Ruinen der Zisterzienserabtei Kloster Sotos Albos
- Nikolauskirche

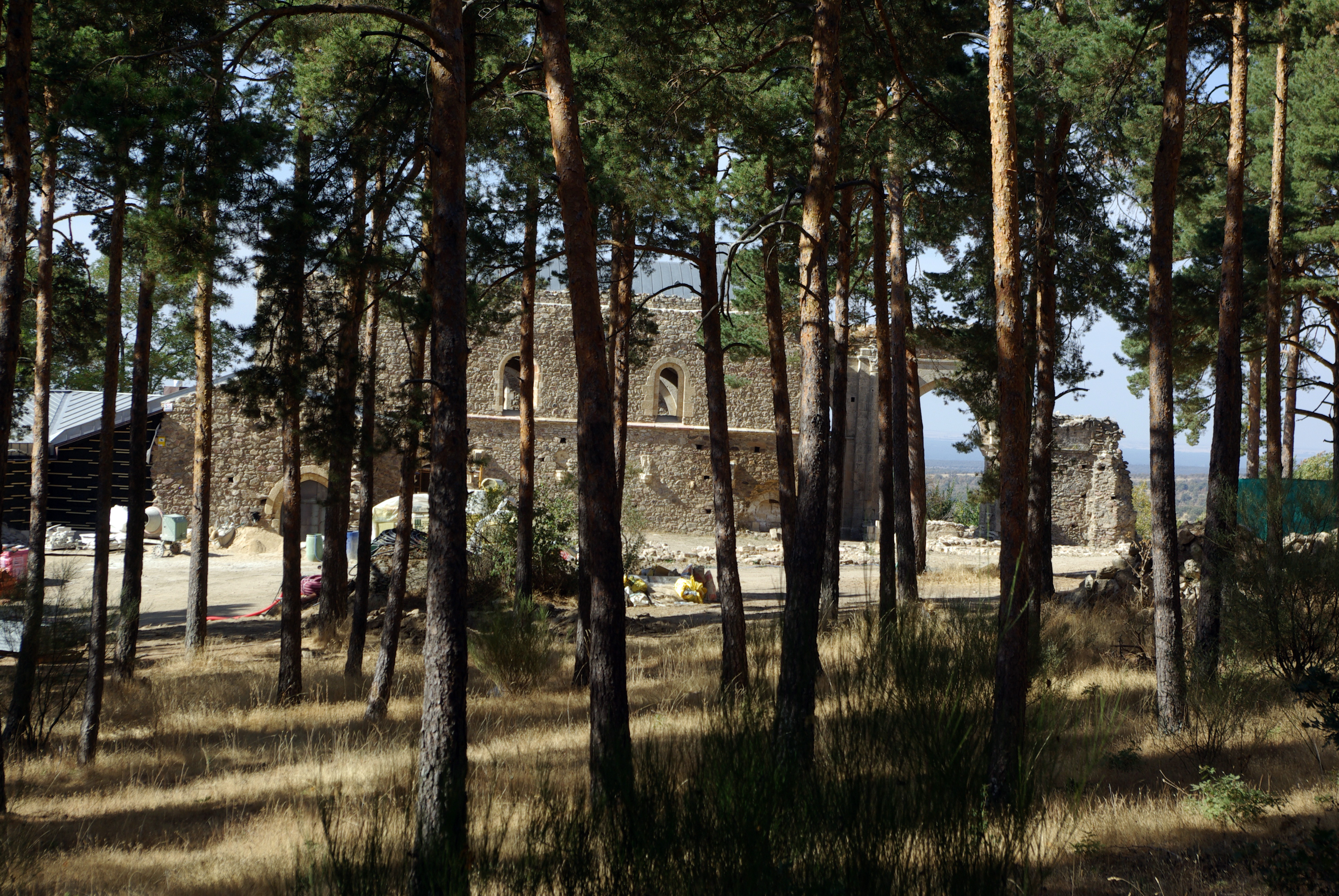
Ruine der Zisterzienserabtei
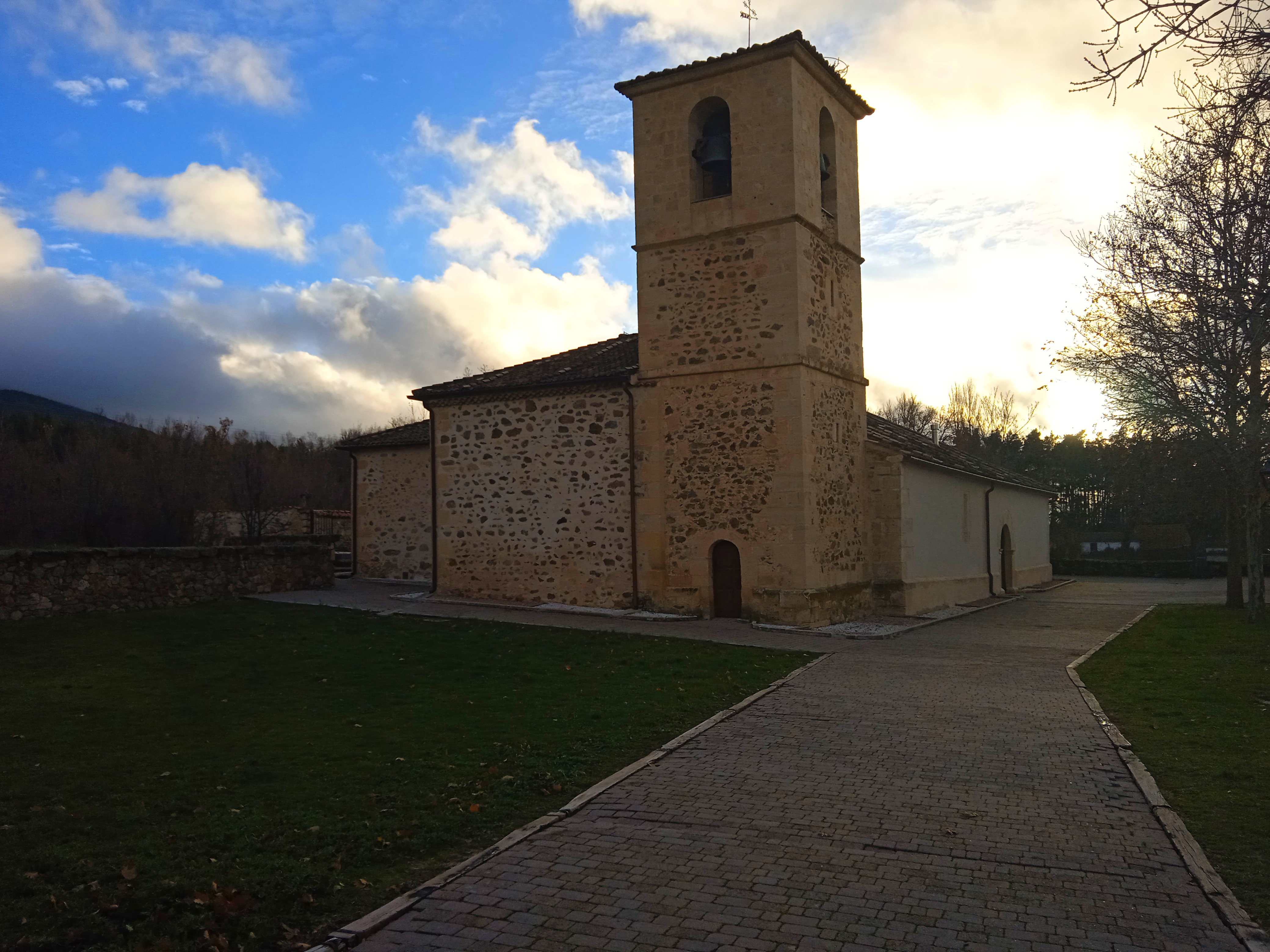
Nikolauskirche
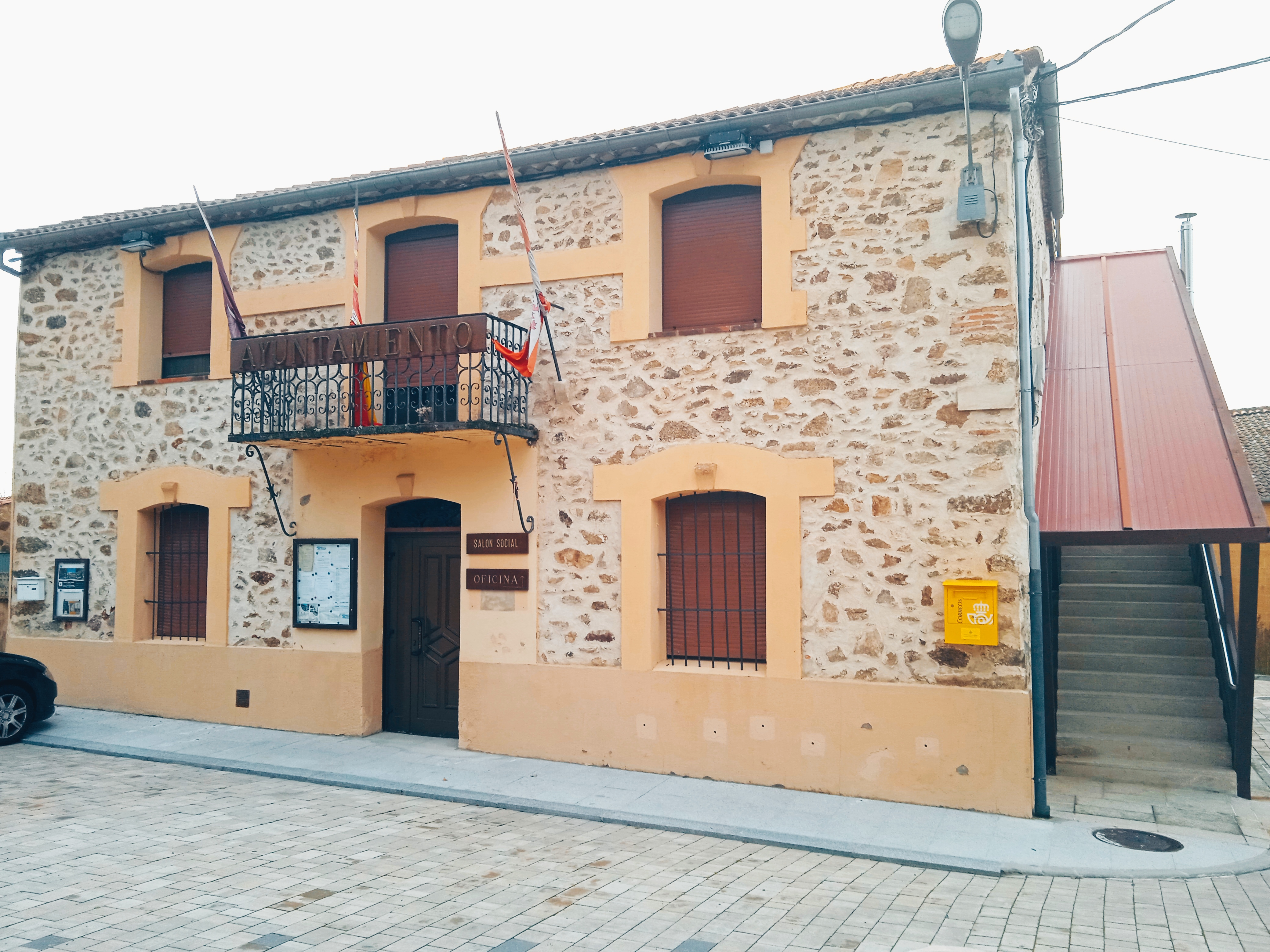
Rathaus